# باشگاه فوتبال کرالا بلاسترز

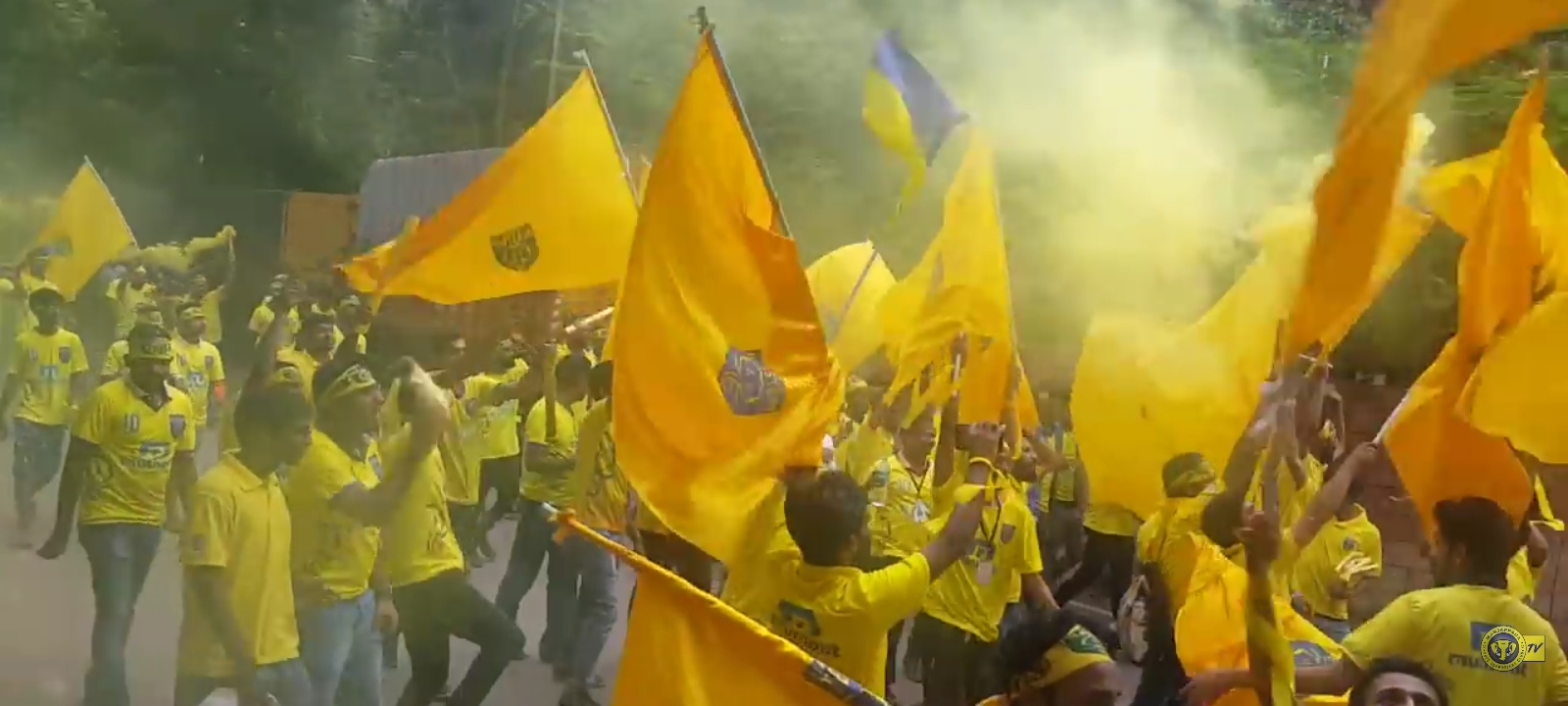
هواداران باشگاه فوتبال کرالا بلاسترز

باشگاه فوتبال کرالا بلاسترز (تلفظ مالایایی: [keːɾaɭablaːsṯṯeːsə] ￼n))، که معمولاً با عنوان The Blasters شناخته می‌شود، یک باشگاه فوتبال حرفه ای هندی است که در کوچی کرالا مستقر است و در سوپرلیگ هند شرکت می‌کند. این باشگاه در ماه مه ۲۰۱۴ در فصل افتتاحیه سوپرلیگ هند تأسیس شد.
این باشگاه اولین بازی خود را در ۱۳ اکتبر ۲۰۱۴ انجام داد و با نتیجه ۱ بر ۰ مغلوب شمال شرقی یونایتد شد. آن‌ها دو نایب قهرمان سوپرلیگ هند هستند. این باشگاه بازی‌های خانگی خود را در ورزشگاه جواهر لعل نهرو در کوچی انجام می‌دهد.
در بیشتر فصول از زمان تأسیس باشگاه، کرالا بلسترز رکورد بیشترین حضور در لیگ را به خود اختصاص داده‌است و به‌طور منظم بیش از ۴۰٬۰۰۰ تماشاگر در هر بازی جذب می‌کند. لباس سنتی باشگاه شامل طرح رنگ‌های زرد و آبی است که از ابتدا رنگ زرد رنگ اصلی و هویت باشگاه است.
منبع : ویکی پدیا انگلیسی